# Curtea de Justiție a Uniunii Europene
Curtea de Justiție a Uniunii Europene (CJUE) își are sediul în Luxemburg și este organul judiciar suprem al Uniunii Europene. CJUE cuprinde două instanțe diferite: Curtea de Justiție și Tribunalul. 
Curtea de Justiție a Uniunii Europene nu trebuie confundată cu Curtea Europeană a Drepturilor Omului cu sediul la Strasbourg, care este o instituție a Consiliului Europei și nici cu Curtea Internațională de Justiție, care este o instanță internațională, principalul organ jurisdicțional al Organizației Națiunilor Unite cu sediul la Haga.

## Rolul și competențele Curții
Sarcinile CJUE sunt prevăzute în art. 220-245 Tratatul UE precum și în propriul său statut. Acestea constau în asigurarea interpretării uniforme a legislației europene. În 1989, pentru a ușura activitatea CJUE a fost înființată Curtea Europeană de Justiție de Primă Instanță (CEJ-PI) și apoi în 2004 o altă instanță, pentru probleme care privesc funcționarii publici: Tribunalul funcționarilor publici ai Uniunii Europene. De atunci CJUE nu mai este competentă decât pentru soluționarea căilor de atac înaintate de persoanele fizice și juridice împotriva deciziilor luate de Curtea Europeană de Justiție de Primă Instanță. Mai nou însă, cu puține excepții, CJUE răspunde și de dosarele de chemare în judecată în primă instanță înaintate de statele membre ale UE împotriva Comisiei Europene.

## Principiile fundamentale de funcționare ale Curții
În adoptarea hotărârilor sale CJUE se ghidează după următoarele principii fundamentale și metode de bază.
- Principiul împuternicirii speciale limitate, ceea ce înseamna că aplicarea și asigurarea respectării dreptului comunitar este în primul rând sau rămâne în continuare misiunea instanțelor naționale, în timp ce CJUE revin numai competențele rezervate în mod expres prin art. 220 și următoarele din Tratatul CE, competențe care sunt individual determinate.
- Principiul interpretării unitare și autonome a dreptului comunitar în toate statele membre. Mai mult, Curtea se străduie să interpreteze termenii juridici într-un sens aparte comunitar, diferit de înțelesul lor național, cu scopul de a forma o ordine juridică nouă, originală.
- Principiul efectului util sau principiul aplicării dreptului comunitar cu cea mai mare eficacitate, pentru a se obține cea mai mare eficiență din actele normative comunitare elaborate de cele mai multe ori de economiști, politicieni și în general de non-juriști.
- Principiul dezvoltării dinamice a dreptului comunitar în corelație cu scopurile și obiectivele de integrare europeană stabilite. Respectarea acestui principiu atrage după sine adaptarea dreptului comunitar la modificările majore aduse de Actul Unic European, de Tratatul de la Maastricht sau de Tratatul de la Amsterdam.
- Principiul interpretării dreptului secundar în conformitate cu dreptul originar dar cu respectarea principiului implied powers ceea ce înseamnă că puterea comunitară provine nu numai din tratatele de înființare, ci și din actele normative create ulterior acestora de instituțiile comunitare.
- Principiul dreptului comparat sau cerința respectării principiilor de drept fundamentale specifice statelor membre și sistemelor de drept europene pentru a identifica principiile fundamentale de drept specifice, dar și pentru a putea prevedea efectul unor hotărâri într-un anumit sistem de drept.

## Caracteristicile semnificative ale Curții
Cu titlu de caracteristici semnificative ale CJUE sau ale actului jurisdicțional comunitar ar putea fi amintite următoarele:
- CJUE controlează atât legalitatea actelor normative comunitare cât și ale afacerilor administrative ale instituțiilor comunitare, supraveghind astfel atât legislativul cât și executivul comunitar.
- CJUE poate soluționa atât litigiile juridice existente între organele comunitare, între organe și statele membre, între statele membre, precum și litigiile juridice existente între acestea și persoanele fizice sau juridice, respectiv între persoane fizice sau între persoane juridice.
- Competența CJUE este una obligatorie, părțile în litigiu nu au posibilitatea de a refuza jurisdicția Curții, cu excepția câtorva cazuri limitativ prevăzute.
- Deciziile Curții sunt definitive și au forță executorie, în cadrul limitelor teritoriale comunitare fiind dispensate chiar și de procedura exequaturului sau de orice altă aprobare din partea statului pe teritoriul căruia urmează să fie puse în executare.
- CJUE este abilitată să pronunțe inclusiv sancțiuni pecuniare împotriva oricărui justițiabil, respectiv să modifice orice sancțiune pecuniară împotriva oricărui justițiabil, respectiv să modifice orice sancțiune pecuniară stabilită în mod administrativ de celelalte organe comunitare, mai ales cele aplicate de Comisie, dacă cuantumul acestora este contestat de cel amendat.
- În unele situații CJUE intervine în procedura de ratificare a tratatelor de drept internațional public încheiate de Comunitate, organele comunitare fiind obligate să se consulte cu aceasta înainte de semnarea unor astfel de tratate.
- Ședințele de judecată, dezbaterile în fața CJUE sunt publice, respectându-se astfel principiul publicității specific dreptului procesual comun sau clasic.
- Jurisprudența Curții, în lumina propriei sale aprecieri, deși nu este considerată unanim și în mod expres ca izvor de drept, este acceptată ca sursă subsidiară a dreptului comunitar, contribuind la complinirea lacunelor acestuia, precum și la lămurirea formulărilor mai puțin clare ale actelor normative comunitare. Mai mult, în materia acțiunilor în anulare, hotărârea Curții are autoritate absolută de lucru judecat, nu numai inter partes.
- CJUE judecă în primă și ultimă instanță, dar în același timp este și instanță de recurs, de cale de atac.
- CJUE este o instanță cu caracter permanent, cu sediul în Luxemburg.
- CJUE în general dispune de o competență exclusivă, deoarece potrivit articolului 292 din Tratatul CE statele membre sunt obligate în mod expres ca litigiile privind aplicarea și interpretarea dreptului comunitar să nu reglementeze într-un mod diferit celui prevăzut în tratat.
- Instanțele supreme ale statelor membre în UE sau mai bine zis instanțele naționale de ultim grad de jurisdicție sunt obligate în materia interpretării sau stabilirii valabilității normelor de drept comunitar să ceară părerea CJUE ori de câte ori apar neclarități în acest sens, iar Curtea fără a prejudeca fondul printr-o prehotărâre, va tranșa problema pur teoretică, de drept, ridicată de instanța națională.

## Acte procesuale
În acțiunile formulate de Comisia Europeană (de ex. pentru încălcarea tratatului UE) sau de alte organe comunitare și în acțiunile formulate de statele membre împotriva altor organe decât Comisia Europeană, precum și pentru luarea deciziilor în acțiunile prejudiciale) rămâne competentă tot Curtea Europeană de Justiție.
- Procedura în cazul încălcării tratatului UE (art. 226 Tratatul UE): Comisia Europeană are dreptul – după încheierea unei proceduri preliminare – să acționeze în judecată în fața CJUE statele membre ale UE. Curtea de justiție verifică întâi dacă acel stat a încălcat sau nu obligațiile ce-i revin prin Tratatul UE. Pentru aceasta la CJUE trebuie înaintată o cerere de chemare în judecată, care se publică parțial în Monitorul Oficial al UE și se remite pârâtului. După cum e cazul, se poate trece apoi la administrarea probelor și la judecata în fond. În finalul acesteia avocatul general formulează cererile finale, în care sugerează sentința ce va fi pronunțată, fără însă ca CJUE să fie obligată să țină cont de aceste sugestii. Conf. disp. art. 227 din Tratatul UE există și posibilitatea ca un stat membru să acționeze în judecată în fața CJUE un alt stat membru (după procedura preliminară în care intervine și Comisia Europeană conf. art. 227 alin. 2-4 din Tratatul UE).
- Procedura prejudicială (art. 234 din Tratatul UE): Instanțele naționale pot (resp. trebuie, atunci când este vorba de ultima instanță cum ar fi Curtea Supremă de Justiție, Curtea Constituțională, etc.) cere CJUE lămuriri cu privire la interpretarea dreptului comunitar. În plus, aceste instanțe pot solicita CJUE să verifice dacă un anumit act legislativ european este valabil. Acest lucru trebuie să asigure în primul rând aplicarea unitară a dreptului comunitar de către instanțele naționale, care se ocupă de aplicarea pe plan național a legilor europene. Pentru a putea solicita opinia CJUE judecata în fond derulată la instanța națională trebuie să depindă (în mod decisiv pentru soluționarea cauzei) de interpretarea, resp. valabilitatea legilor comunitare. Instanța va suspenda judecata în fond până la primirea răspunsului de la CJUE. Cererea solicitată va fi întâi tradusă în toate limbile oficiale și apoi publicată în Monitorul Oficial al UE. Acest lucru oferă părților, statelor membre și organelor UE posibilitatea de a lua poziție în problema respectivă. După care are loc o dezbatere în fond, cu pledoaria ținută de avocatul general și apoi se procedează la pronunțarea sentinței. Instanța solicitantă este obligată să respecte sentința pronunțată de CJUE.

O particularitate a CJUE este avocatul general. Acesta, după ce părțile au fost audiate la judecata în fond, are rolul de a întocmi o propunere privind sentința ce urmează a fi pronunțată. Avocatul general nu reprezintă însă interesele unei anumite părți, cererile sale trebuind să aibă un caracter independent și neutru. CJUE nu este obligată să accepte propunerile făcute de avocatul general, dar de obicei instanța respectă în proporție de ¾ cele solicitate de acesta.

## Limba folosită în actele procesuale
Limba folosită în timpul proceselor este una din limbile oficiale ale UE. Contează în primul rând din ce țară provine partea care a formulat cererea de chemare în judecată și din ce țară este pârâtul. Această regulă asigură oricărei persoane din UE posibilitatea de a participa la actele procesuale în limba sa maternă. Intervențiile părților procesuale și ale judecătorilor sunt traduse de interpreți, la fel ca și toate documentele care fac parte din dosarul cauzei.
Limba folosită pe plan intern la CJUE este franceza. Acest lucru se explică prin faptul că în momentul înființării Comunității Europene în anul 1957 majoritatea populației din cele șase țări fondatoare (Belgia, Germania, Franța, Italia, Luxemburg, Olanda) era vorbitoare de limba franceză.
La ora actuală tendința este de a folosi mai mult limba engleză, datorită faptului că majoritatea juriștilor din țările recent aderate și-au urmat studiile parțial în limba engleză și mai puțin în limba franceză.